# حجابی کرلانگیچ
حجابی کرلانگیچ (به ترکی استانبولی: Hicabi Kırlangıç) (متولد ۱۹۶۶) ادب‌پژوه اهل ترکیه و استاد زبان و ادبیات فارسی است. او از ابتدای سال 1402 شمسی به عنوان سفیر کشور ترکیه در ایران منصوب شد.

## زندگی
کرلانگیچ در آماسیه به دنیا آمد. تحصیلات دانشگاهی خود را تا پایان دورهٔ دکتری، در دانشگاه آنکارا، به انجام رساند. حجابی از سال ۱۹۹۸ که در دانشکدهٔ ادبیات دانشگاه آنکارا استخدام شده‌اند تا کنون، خدمات مهمی را در پیوند با زبان و ادبیات فارسی ارائه داده‌است. از حجابی کرلانگیچ سه مجموعه‌شعر هم منتشر شده‌است. او همچنین، عضو هیئت‌مدیرهٔ انجمن مولاناپژوهی و عضو اتحادیهٔ نویسندگان ترکیه است. افزون بر این، در سال‌های ۲۰۰۶ تا ۲۰۰۸ و نیز، ۲۰۱۴ تا ۲۰۱۶ رئیس اتحادیهٔ نویسندگان ترکیه بوده‌است. او از شاعران، پژوهشگران و مترجمانی است که افزون بر فعالیت‌های پژوهشی و فرهنگی، در حوزهٔ آموزش نیز سال‌هاست به‌گونه‌ای اثرگذار، به آموزش زبان و ادبیات فارسی در دوره‌های کارشناسی، کارشناسی ارشد و دکتری مشغول‌است و در دانشگاه آنکارا، کلاس‌های شرح غزلیات حافظ، شرح مثنوی مولانا و برخی دیگر از متون عرفانی و ادبیات تطبیقی را تدریس می‌کند. بسیاری از شاگردانش، امروز در سراسر ترکیه، در ترویج و گسترش زبان و ادبیات فارسی نقش‌آفرین‌اند.
از فعالیت‌های اصلی کرلانگیچ، ترجمهٔ متون ادب فارسی‌ست. ترجمه مثنوی معنوی، بوستان سعدی، گلستان سعدی، سبحة الابرار جامی و صد سال داستان‌نویسی در ایران از حسن میرعابدینی، بخشی از کارنامهٔ ترجمه‌های حجابی کرلانگیچ است. کرلانگیچ، به پشتوانه ذوق شاعرانه و تجربه و دانشی که در حوزهٔ زبان و ادبیات فارسی اندوخته، دیوان کامل حافظ را نیز به زبان ترکی استانبولی ترجمه کرده و ترجمه‌اش، با استقبال شایانی از سوی دانشگاهیان و ادیبان ترکیه روبه‌رو شده‌است. او پس از آن نیز، در معرفی شعر و اندیشهٔ حافظ کوشا و پویا بوده‌است.